# Akane Tsunemori
Akane Tsunemori (常守 朱 Tsunemori Akane?) (Prefectura de Chiba, Japón, 14 de noviembre de 2092) es un personaje ficticio y protagonista de la serie de anime Psycho-Pass.
Originalmente se presenta como una inspectora novata, asignada a la División Uno de la División de Investigación Criminal de la Oficina de Seguridad Pública. A lo largo de la serie, Akane examina los fundamentos sociales y éticos del gobierno de Japón por parte del Sistema de Sibyl y sus propios valores idealistas. Akane es conocida por su notable fortaleza psicológica, que mantiene su puntaje Psycho-Pass constantemente bajo frente a desafíos extraordinarios. Además de la serie de anime, Akane aparece como protagonista de la película Psycho-Pass: la película (2015) y las adaptaciones del manga y novela de la serie.
Akane fue creada como un sustituto de la audiencia identificable que se convertiría en un protagonista notablemente obstinado en la segunda serie y la película de 2015. El escritor Gen Urobuchi declaró que al crear el dúo de Akane y Shinya Kōgami, sus rasgos se equilibraron para hacerlos llamativos. Sin embargo, en retrospectiva, Urobuchi cree que Akane se convirtió en uno de los personajes más fuertes que jamás haya creado. Akane tiene la voz en japonés de Kana Hanazawa, Kate Oxley en el doblaje en inglés y Eva Bau y Monserrat Pérez en los doblajes castellano e hispanoamericano.
La recepción crítica de Akane en los primeros episodios fue mixta ya que los medios sintieron que estaba demasiado débil debido a su inexperiencia en la fuerza. Sin embargo, su personaje aparece en el primer anime y su interpretación más fuerte a partir de ahí hasta su papel en las secuelas y la película obtuvo grandes elogios. Su dinámica con Kōgami también fue bien recibida por la audiencia.

## Creación y diseño
Akane Tsunemori fue conceptualizada por el personal de Production IG como el personaje más identificable de la serie, actuando como un sustituto de la audiencia que criticaría el escenario y el conflicto ideológico entre el protagonista Shinya Kōgami y el antagonista Shogo Makishima. Uno de los objetivos del personal para la serie también era trazar la transformación de Akane en una heroína.. Queriendo que la serie fuera "anti-moe", el equipo de producción evitó mostrar a Akane quitándose la ropa, y en su lugar presentó escenas en las que Kōgami se quitaba la suya. La apariencia física de Akane fue diseñada por el artista de manga Akira Amano. Debido a que ella y Kōgami eran los personajes principales, Kyoji Asano sintió que podía preocuparse por ellos. El director Naoyoshi Shiotani compartió sentimientos similares, afirmando que quería que los rasgos de Akane se equilibraran con los de Kōgami, ya que son el dúo principal de Psycho-Pass. Además, afirmó que una de sus características originales eran sus rasgos "masculinos" a pesar de su género. Desde la creación del personaje, Shiotani pensó en cuál sería su papel en el futuro, sobre todo en lo que respecta a su encarcelamiento en Psycho-Pass 3. Mientras Akira concibió su apariencia, Asano se encargó del diseño del anime y enfatizó los principales contrastes entre ellos al ilustrar a Kōgami y Akane; Kōgami empuña un arma libremente con una mano, y Akane la empuña con ambas manos, lo que indica que está menos entrenada.

### Personalidad

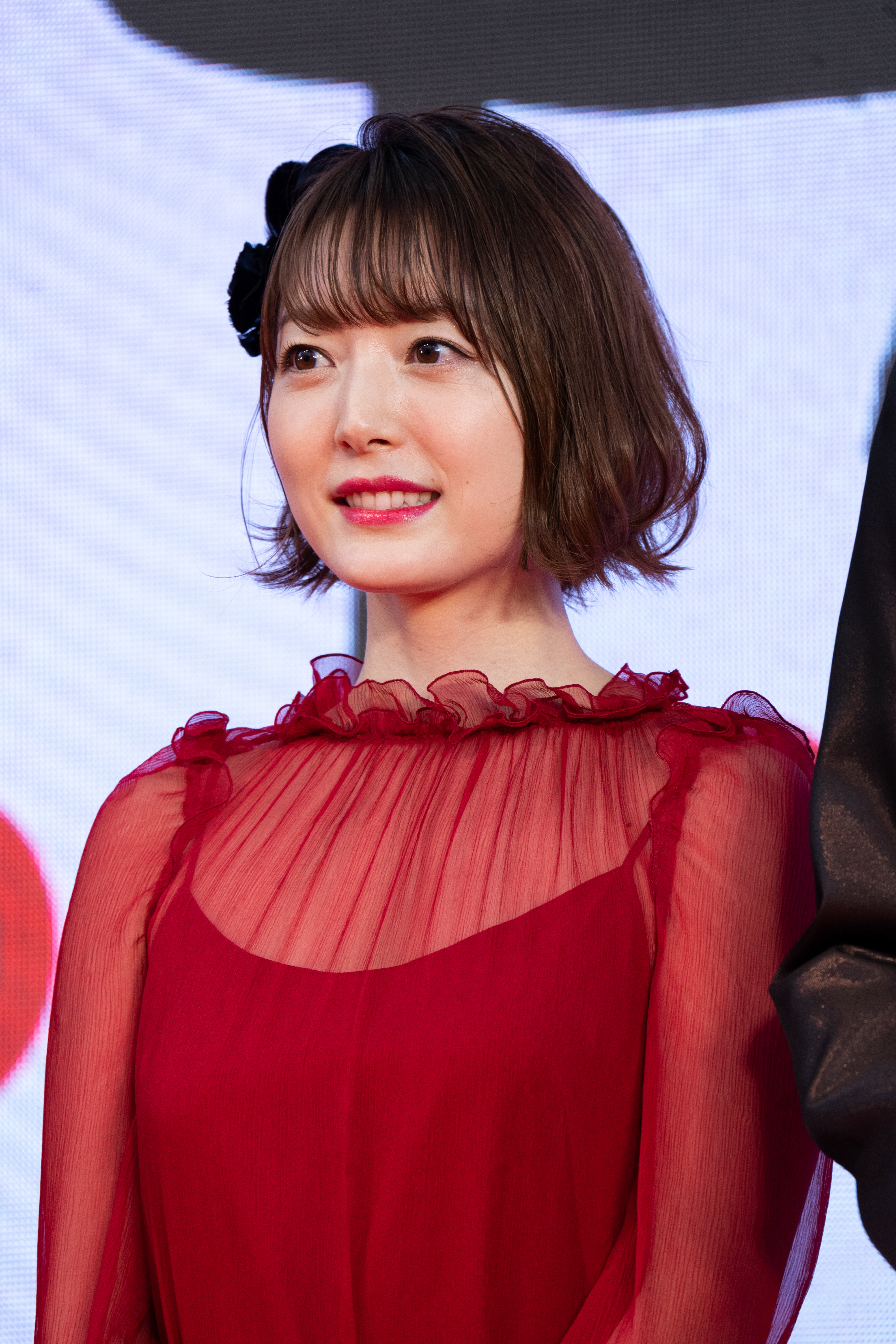
Kana Hanazawa, voz oficial del personaje en el idioma japonés.

Akane se presenta en la serie como una novata inocente que madura a través de sus experiencias. Esto fue afirmado por Kana Hanazawa, la seiyū quien da voz a Akane en japonés, ya que la misma Hanazawa dijo que uno de los puntos focales de la serie después del tercer episodio fueron los cambios que experimentaría Akane; ella estaría influenciada por muchas experiencias traumáticas desconocidas que debe soportar como parte de su rol de policía. Durante el episodio 11 de la serie, uno de los mejores amigos de Akane es asesinado delante de ella por Makishima. Urobuchi originalmente quería que el personal del anime mostrara la reacción emocional de Akane al asesinato haciendo que vomitara, pero esto no llegó al corte final. Urobuchi dijo que mientras creaba a Kōgami y Akane, trató de equilibrar sus rasgos, pero sintió que Akane terminó convirtiéndose en uno de sus personajes más fuertes debido a su desarrollo en la primera serie de televisión cuando chocó con Makishima y sus ideales.
Debido a que la primera serie de Psycho-Pass se centró principalmente en el enfrentamiento entre Kōgami y Makishima, la segunda serie de televisión presentó a un antagonista que actuó como némesis de Akane ahora que la trama se centró en ella. En Psycho-Pass: La película la personificó como aún más asertiva y autosuficiente. Mucha atención se centra en Akane ya que Kōgami no está presente en contraste con la primera serie donde el dúo equilibró las personalidades de cada uno.
Los creadores se inspiraron en películas como Apocalypse Now y Saving Private Ryan, para contar una historia sobre Akane buscando una zona de guerra para el renegado Kōgami. La dinámica no romántica entre los dos personajes atrajo a los creadores debido a la profunda confianza que tienen el uno en el otro. Ambos actores japoneses que interpretan a Kōgami y Akane estuvieron de acuerdo; uno de ellos creía que Nobuchika Ginoza tenía más potencial romántico con Akane. Se decía que el dúo se parecía a Sumire Onda y Shunsaku Aoshima, los personajes principales de la comedia dramática policial japonesa Bayside Shakedown. A Hanazawa le sorprendió la propuesta de que hablara varias líneas en inglés al final de la película, aunque disfrutó de su trabajo. El personal del anime elogió cómo logró transmitir diferentes tomas de Akane desde la primera serie. Se sintió que su personalidad más fuerte era fiel al Tsunemori original de la serie de televisión anterior.

## Apariciones

### Psycho-Pass
Akane, la principal protagonista femenina de 20 años de Psycho-Pass, se une a la Unidad 1 de la División de Investigación Criminal de la Oficina de Seguridad Pública como inspectora novata. Inicialmente, se siente incómoda con detener o ejecutar a personas en función de su posible comportamiento delictivo. En su primera misión, Akane aturde al Ejecutor Shinya Kōgami y evita la ejecución de una víctima de secuestro y asalto, cuyo Psycho-Pass se disparó debido al trauma que habían sufrido. Mientras Akane es reprendida, Kōgami expresa gratitud por su intervención. La tendencia de Akane a cuestionar el protocolo la pone en desacuerdo con el cauteloso inspector principal, Nobuchika Ginoza. Mientras la Unidad 1 persigue al cerebro criminal Shogo Makishima, que busca socavar a Sibyl, Makishima toma represalias tomando como rehén a la mejor amiga de Akane, Yuki. Makashima amenaza con ejecutarla a menos que Akane use una escopeta para matarlo, en lugar de depender de Sibyl y su Dominator. Akane intenta usar la escopeta, pero duda y falla. Makishima toma represalias y ejecuta a Yuki frente a ella. Akane y Kōgami arrestan más tarde a Makishima, pero él escapa de la custodia de PSB, lo que provoca que Kōgami se vuelva rebelde para matar al propio Makishima. Sibyl revela la verdadera naturaleza del Sistema de Sibyl: una mente grupal de cerebros humanos asintomáticos trabajando en conjunto para juzgar a los individuos. Sibyl quiere agregar el cerebro de Makishima a su colectivo y le pide a Akane que arreste a Makishima antes de que Kōgami pueda matarlo, a cambio de salvarle la vida. Akane acepta la oferta de Sibyl y lleva a la Unidad 1 a Makishima mientras intenta envenenar el suministro de alimentos del país. Akane queda incapacitada mientras lo hace. Kōgami aprovecha la oportunidad para ejecutar a Makashima. Sibyl le informa a Akane que no la matará porque sabe que mantendrá su secreto fuera de la autopreservación, y para evitar el caos masivo que revelaría que causaría.

### Psycho-Pass 2
En Psycho-Pass 2, el C.I.D. es atacado por Kirito Kamui, un terrorista anti-Sibyl invisible para los escáneres de Sibyl. Kamui es inmune al juicio de Sibyl porque le implantaron partes del cuerpo y personalidades de varias víctimas de un accidente aéreo causado por Sibyl hace muchos años. Los escáneres de Sibyl lo ven como una entidad colectiva, que no sabe juzgar. Tōgane intenta influir en Akane para que asesine a Kamui asesinando a la abuela de Akane e incriminando a Kamui. Kamui usa un Dominator pirateado para obligar a Akane a llevarlo al centro de procesamiento de Sibyl. Sibyl implora a Akane que elimine a Kamui, pero ella intenta arrestarlo en su lugar. Kamui luego revela la verdadera razón por la que trajo a Akane; el ajuste de Sibyl significa que los puntajes de Psycho-Pass ahora también tienen en cuenta el juicio y la moralidad del portador de Dominator. Kamui cree que el sentido de justicia y moralidad de Akane es lo suficientemente significativo como para juzgar y ejecutar a Sybil si lo desea. Kamui luego sugiere que Akane se una voluntariamente a Sibyl, con la esperanza de que su moralidad penetre en todo el colectivo y lo transforme en una fuerza verdaderamente benevolente. Tōgane les tiende una emboscada y tienta a Akane a asesinarlo confesando haber matado a su abuela.

### Psycho-Pass: La película
En la película Psycho-Pass: La película (2015), Akane frustra un complot terrorista de inmigrantes ilegales de la Unión del Sudeste Asiático, o SEAUn, un superestado devastado por la guerra, importando tecnología Sibyl para vigilar a su población. Después de ver evidencia de que Kōgami los entrenó, Akane obtiene permiso para viajar a SEAUn para investigarlo y potencialmente arrestarlo. Akane conoce a Kōgami, quien se sorprende al escuchar sobre los terroristas de SEAUn en Japón. Akane va con Kōgami a visitar el cuartel general de los rebeldes, que también alberga a muchos refugiados. Cuando la base es atacada, Akane regresa a la capital y piratea el Sistema de Sybil de SEAUn para otorgar acceso al analista de C.I.D. Shion Karanomori. Descubren que los escáneres Psycho-Pass de SEAUn han sido pirateados para enmascarar las altas puntuaciones de Psycho-Pass del coronel Wong y sus fuerzas. Akane es sometida por Wong y se reúne con Kōgami, quien también ha sido capturado. Wong admite haber planeado un golpe de Estado, y que el presidente Han sea asesinado y reemplazado por un impostor poco después de la llegada de Akane. Karanomori desactiva el truco Psycho-Pass en Wong y sus hombres, revelándolos como amenazas a los escáneres y drones de seguridad de Sibyl. El equipo de Akane también llega para salvarla. Akane se enfrenta al impostor Han y confirma que es un cyborg controlado por Sibyl. Akane sostiene que Sibyl planea privar a la gente de SEAUn de la palabra en su propio gobierno creará más disturbios y conflictos civiles, y traiciona los derechos humanos fundamentales. Ella convence a Sibyl de anunciar, a través del avatar de su presidente Han, elecciones libres.

### Otras apariciones
Akane también aparece en el manga Psycho-Pass Inspector Akane Tsunemori, una adaptación de la primera serie de anime, y hace un cameo en la precuela Psycho-Pass: Inspector Shinya Kogami. También aparece en el manga de auto-parodia de la serie, Gakuen Psycho-Pass de Shiina Soga, y es un personaje secundario en la novela visual Psycho-Pass: Mandatory Happiness. El personaje apareció en el crossover Godzilla: City on the Edge of Battle.
En la serie de anime Psycho-Pass 3 (2019), Akane ha sido encarcelada por acciones desconocidas y se espera que sea juzgada. Sin embargo, espera las acciones de dos nuevos inspectores, Arata Shindō y Kei Mikhail Ignatov. En el final, Akane, aún encarcelada, se encuentra con un Kōgami que regresa y dos comienzan a discutir lo que hicieron durante el tiempo que Kōgami dejó la sociedad. Es liberada de la cárcel en la película Psycho-Pass 3: First Inspector (2020), donde Kōgami la invita a comer.

## Recepción

### Crítica
Las reacciones a Akane durante los primeros episodios de la serie fueron mixtas. A Hiroko Yamamura de Japanator le gustó la forma en que el primer episodio se centró en el primer día de Akane como oficial de policía y sus opiniones al respecto. Rebecca Silverman de Anime News Network y Thomas Zoth de The Fandom Post expresaron una respuesta similar a su debut debido a lo diferente que era de otros policías. Zoth dijo que en episodios posteriores le agradaron las relaciones que Akane estableció con Masaoka y Ginoza, lo que resultó en varias escenas interesantes, y empezó a preocuparse por Akane durante la primera mitad de la serie en "un poco irónicamente de la manera 'moe', ya que ha crecido como personaje". David West de la revista Neo, notó lo débil que era el personaje de Akane en los primeros episodios porque Kogami hizo todo el trabajo. Bamboo Dong de Anime News Network fue más crítico con el personaje, llamándola "una pizarra en blanco". Ella dijo que Akane es "poco interesante y olvidable, y su papel anterior en el programa como la brújula moral parece haber decaído también". Patricia Llamas de Fantasy Mundo declaró que la adaptación del manga fue fiel a la caracterización de Akane, ya que exploró el vínculo profundo con Kogami y las fallas con el Sistema de Sibyl, un tema también explorado con los otros miembros del elenco.
A pesar de las reacciones mixtas iniciales hacia el personaje, el crecimiento de Akane durante la serie ganó elogios. Chris Beveridge del sitio web The Fandom Post fue más optimista debido a su comportamiento más fuerte. Silverman dijo que desde la muerte de su mejor amiga a manos de Shogo Makishima, Akane experimentó un gran desarrollo de carácter debido a cómo ve la ley y su vínculo con Kogami. En una revisión posterior, Dong dijo que los rasgos poco interesantes del personaje dejan de aparecer en la segunda mitad de la serie. Zoth apreció el arco de su personaje en el clímax visto a través de la perspectiva de Ginoza. De manera similar, Bamboo Dong y Kotaku dijeron que la encontraron más atractiva debido a su arco de personajes.
En cuanto al segundo anime, Kotaku elogió las diferencias entre Akane y el nuevo inspector, Mika Shimotsuki. Anticipándose a la película, la escritora de IGN, Miranda Sánchez, esperaba ver más interacciones entre Kogami y Akane debido a que Psycho-Pass 2 carecía de eso. Sin embargo, señaló que este vínculo no se exploró completamente. Jacob Chapman disfrutó de las interacciones de Akane con Kogami en el papel, como una escena en la que Akane comienza a comparar a Kogami con el difunto villano Makishima. Alexandria Hill de Otaku USA también alabó las primeras interacciones entre estos dos personajes de su proceder, ya que contrasta con el uso intensivo de diálogo en el principio. En el libro Law and Justice in Japanese Popular Culture: From Crime Fighting Robots to Dueling Pocket Monsters, Akane es considerada como una persona comprometida con el cumplimiento de la ley a pesar de reconocer sus problemas. Chris Beveridge de The Fandom Post elogió las acciones de Kogami y Akane en la película. A UK Anime Network le gustó a la seiyū Kana Hanazawa por el tono más fuerte que le dio a su personaje en comparación con los trabajos anteriores; y también disfrutó de la versión en inglés.

### Popularidad
Akane también ganó el premio de Miss NoitaminA en una encuesta oficial con los personajes que aparecieron en series de televisión NoitaminA. En los premios de anime Newtype de 2013, Akane fue votada como el tercer mejor personaje femenino. En 2015, volvió a ocupar ese lugar. El mismo año, una encuesta de Charapedia, que pedía a los fans que enumeraran a sus mujeres "geniales" favoritas en el anime, hizo que Akane ocupara el décimo lugar con 257 votos. En una encuesta de Anime! Anime! de 2019, ella fue catalogada como el personaje principal que los fanáticos querían tener como su jefa.